# Alte Synagoge (Bischwiller)

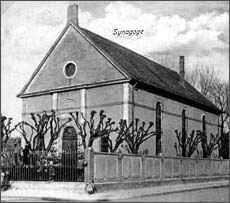
Ansichtskarte mit der alten Synagoge in Bischwiller

Die Alte Synagoge in Bischwiller, einer französischen Gemeinde im Département Bas-Rhin in der Region Grand Est, wurde von 1856 bis 1859 errichtet. Die Synagoge befand sich in der Rue des Menuisiers.
Die Synagoge wurde 1940 von den deutschen Besatzern im Zweiten Weltkrieg zerstört. Im Jahr 1956 wurde die Neue Synagoge in Bischwiller erbaut.